# Arsinde de Carcassonne
Arsinde de Carcassonne  (Née vers 920 - morte vers 970) est comtesse de Carcassonne en même temps que son mari. Elle est la fille de d'Acfred de Carcassonne.
Elle épouse Arnaud, comte de Carcassonne, ils eurent quatre enfants :
- Adélaïde de Comminges[réf. nécessaire] ;
- Roger Ier de Carcassonne ;
- Odon Ier de Razès ;
- Arsinde de Comminges[réf. nécessaire].